# Umschuldung
Während einer Umschuldung (englisch debt rescheduling) werden bei einem Wirtschaftssubjekt ein oder mehrere bestehende Kredite abgelöst und durch einen neuen mit günstigeren Kreditbedingungen (Kreditzinsen, Tilgungsraten oder Fälligkeiten) ersetzt.
Die Übertragung eines Kredits auf einen neuen Kreditgeber wird umgangssprachlich auch als Kreditablösung bezeichnet.

## Allgemeines

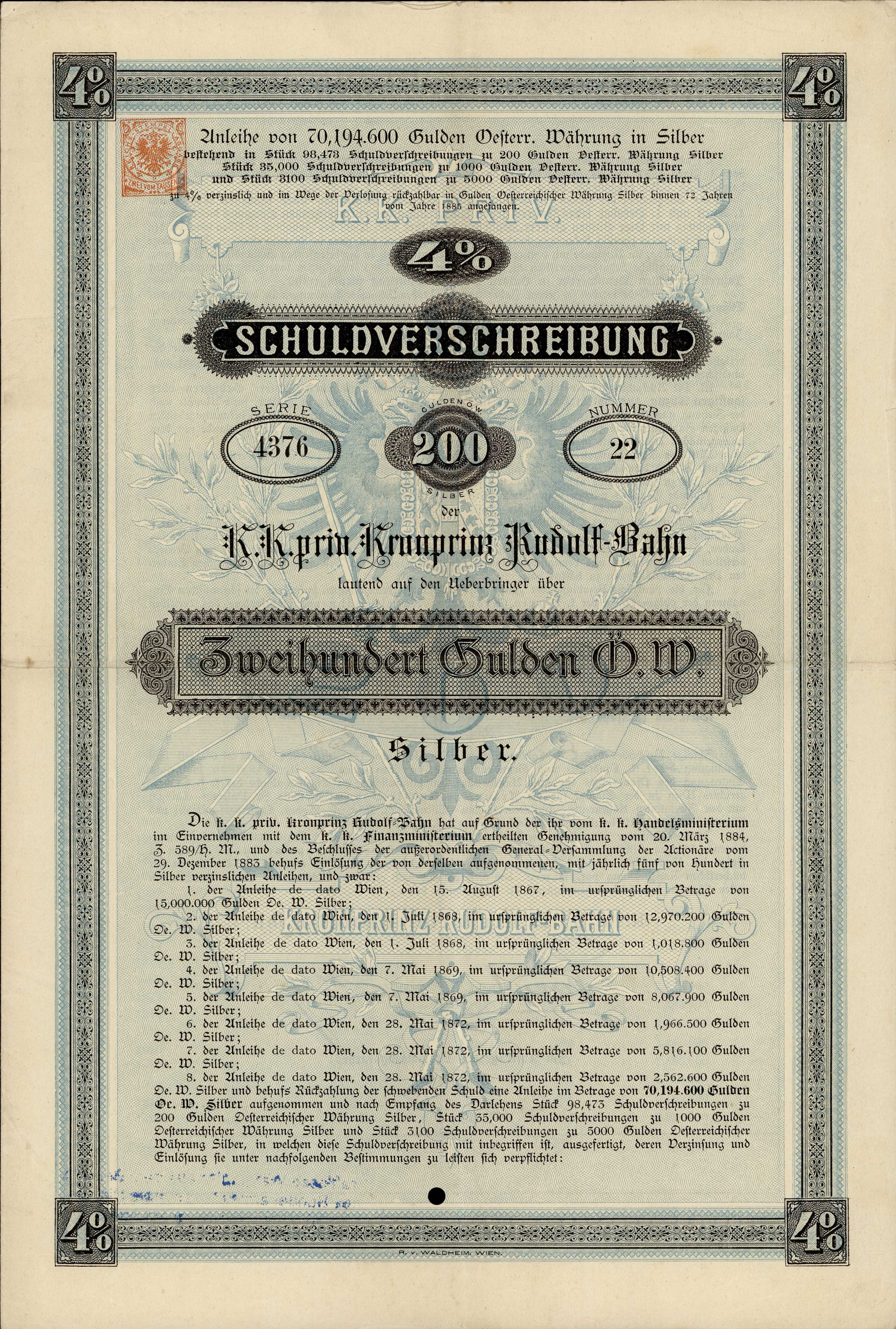
Anleihe der Kronprinz Rudolf-Bahn vom 1. April 1884; mit der Anleihe von 70,2 Mio. Gulden österreichischer Währung wurden acht zwischen 1868 und 1872 begebene ältere Anleihen zusammengefasst und umgeschuldet.

Als Schuldner kommen Wirtschaftssubjekte wie Privatpersonen, Staaten und deren Untergliederungen oder Unternehmen in Frage. Der Schuldner kann bei einer Umschuldung von einem eventuell gesunkenen allgemeinen Zinsniveau profitieren, muss jedoch möglicherweise Vorfälligkeitsentschädigungen in Kauf nehmen. Eine Umschuldung wird oft in einer Unternehmenskrise, bei kritischer Staatsverschuldung oder bei hochverschuldeten Privatpersonen durchgeführt. Ziele sind dann, die Schuldensituation des Schuldners zu entlasten, Schuldentragfähigkeit und letztlich einen Turnaround herbeizuführen. Im internationalen Zusammenhang werden Umschuldungen erforderlich, wenn Zahlungsunfähigkeit nicht durch Moratorien oder Debt Equity Swaps abgewendet werden kann.
Bei einer Umschuldung müssen bestehende Schuldverhältnisse verändert werden, ohne dass es im Zuge dessen zu einer Verminderung des betroffenen Schuldenbetrags kommen muss. Die Veränderung kann in der Verringerung des bestehenden Schuldendienstes bestehen, um den Schuldner von einer zu hohen Aufwands- (Zinslast) und/oder Liquiditätsbelastung (Tilgungslast) zu befreien, die zur Zahlungsunfähigkeit oder Überschuldung führen kann. Umschuldung dient also der Verringerung der Rückzahlungsbelastungen, um die unternehmerischen oder staatlichen Handlungsspielräume zu verbessern bzw. die private Überschuldung zu verhindern. Um diesen Zustand zu erreichen, ist es allerdings nicht selten vonnöten, auch die Höhe des Schuldenbetrags im Rahmen eines neuen Schuldverhältnisses aufzustocken, um proportional auch die Laufzeit der Schuld sowie Tilgungslast zu senken. Umschuldungsmaßnahmen stellen einen Teil der externen Sanierung oder Restrukturierung dar, weil außenstehende Gläubiger eingeschaltet werden müssen und eingetretene Fehlentwicklungen beseitigt werden sollen.
War die Umschuldung bisher primär ein Thema bei Unternehmen und Privatpersonen, so rückt auch spätestens seit dem Zahlungsmoratorium Mexikos im August 1982 die Umschuldung bei hochverschuldeten Staaten in den Vordergrund.

## Rechtsfragen
Rechtlich ist die Umschuldung differenziert zu betrachten. Wird der einem bereits bestehenden vertraglichen Schuldverhältnis zugrunde liegende Kreditvertrag lediglich durch „Vertragsergänzungen“ oder einen „Nachtrag“ verändert, so liegt im Rechtssinne nach deutschem Recht eine Schuldänderung vor, wodurch der bisherige Vertrag fortgesetzt wird. Findet aber keine Bezugnahme auf das bisherige Schuldverhältnis statt, sondern ein neuer Kreditvertrag ersetzt den bisherigen, so liegt nach widerlegbarer Vermutung eine Novation vor, mit der Folge, dass nach § 241 BGB das alte Schuldverhältnis erlischt. Technisch dient diese neue Kreditaufnahme der Rückzahlung bestehender Schulden.
Auch der BGH sieht in der Umwandlung eines Kontokorrentkredits in ein Darlehen beim selben Kreditinstitut („bankinterne Umschuldung“) im Zweifel lediglich eine Vertragsänderung mit der Folge, dass eine zur Absicherung des Rückzahlungsanspruchs aus dem Kontokorrentkredit eingegangene Bürgschaft bestehen bleibt. Wenn der Tilgungskredit vereinbarungsgemäß dazu verwendet wird, die Kontokorrentforderung zu tilgen, und die neue – niedriger verzinsliche – Verbindlichkeit nicht höher ist als die alte, lässt allein der Umstand, dass der Kreditnehmer den neuen Kredit in monatlichen Raten zu tilgen hat, die Umschuldung für den Bürgen nicht als nachteilig erscheinen. Eine monatliche Tilgungsverpflichtung belaste dem BGH zufolge den Schuldner weniger als die Verpflichtung zur vollständigen Rückführung des Kredits. Geht es dem Kreditnehmer bei gesunkenem Zinsniveau lediglich um eine günstige Umschuldung, so begründet dieses Interesse indes kein Recht zur vorzeitigen Ablösung der Altkredite.

## Umschuldungsoptionen
Die Entlastung bei Zinsen kann durch Umstellung von Festzinsen auf variable Zinsen oder umgekehrt oder durch eine neue Refinanzierungsbasis beim Gläubiger (mit dem Effekt niedrigerer Zinsen) herbeigeführt werden. Zins- und Tilgungslasten können durch eine Ausdehnung der bisherigen Zins- und Tilgungsperioden, durch tilgungsfreie Zeiträume oder durch Umstellung auf schuldnerbegünstigende Tilgungsarten (Tilgung am Ende der Laufzeit; so genanntes bullet payment) gemindert werden.

## Abgrenzung
Andere Sanierungsmaßnahmen werden oft als Umschuldung bezeichnet, haben damit inhaltlich jedoch nichts zu tun. Die Konsolidierung als Umwandlung kurzfristiger in langfristige Schulden kann der Umschuldung dienen und wird in aller Regel als Novation auszulegen sein. Das ist der Fall, wenn ein bestehender kurzfristiger Kreditvertrag durch einen langfristigen ersetzt wird und die Auszahlung aus dem langfristigen Kreditvertrag ausschließlich zur Tilgung der Verbindlichkeiten aus dem kurzfristigen Kreditvertrag dient.
Keine Umschuldung ist hingegen der Schuldenerlass, weil es hierdurch zu einer nicht tilgungsbedingten Verminderung der Schulden kommt. Auch die Stundung ist keine Umschuldung, weil durch sie die bestehenden Schuldverhältnisse nicht verändert, sondern lediglich fällige Zins- und/oder Tilgungszahlungen hinausgeschoben werden. Kommt es jedoch zu einer stundungsbedingten Laufzeitverlängerung, ist auch die Stundung als Umschuldungsmaßnahme einzuordnen.

## Umschuldungsursachen
Bei Unternehmen und Staaten ist die Umschuldung die Folge einer vorangegangenen exzessiven Kreditaufnahme, die mit einer wirtschaftlichen Schwächephase des Schuldners zusammentrifft. Solange ein günstiges wirtschaftliches Umfeld besteht, wird die Schuldenlast nicht bemerkt oder verharmlost, weil man glaubt, die günstigen wirtschaftlichen Umstände würden zu einer substantiellen Verbesserung der Schuldensituation beitragen. Gründe für eine exzessive Schuldenaufnahme können bei Unternehmen größere Fehlinvestitionen (bei Anlagevermögen oder Beteiligungen), mangelndes Eigenkapital oder hohe Verluste aus dem operativen oder nichtoperativen Bereich sein. Bei Staaten sind es oft hohe Rüstungsausgaben, Versickerung von Staatseinnahmen durch Korruption oder Investitionen in wirtschaftlich unsinnige Prestigeprojekte.

### Umschuldung im privatwirtschaftlichen Bereich
Ziel der Umschuldung auf privatwirtschaftlicher Ebene ist es in der Regel, von den günstigeren Zins- und Tilgungssätzen eines neuen Kredites zu profitieren. Auf diesem Wege kann unter anderem die Kreditwürdigkeit des Kreditnehmers wiederhergestellt werden. Ein weiteres Ziel der Umschuldung kann es sein, Zahlungsverpflichtungen aus verschiedenen Krediten und Finanzkäufen zu einer Gesamtschuld zusammenzufassen. Aus ökonomischer Sicht bietet dieses Ziel allerdings keine Vorteile, da bei einer Umschuldung gegebenenfalls Zusatzkosten in Form von Vorfälligkeitsentschädigungen und Bearbeitungsgebühren entstehen können.
Durch die Aufnahme eines neuen Kredites zu günstigeren Zinssätzen oder längeren Laufzeiten und damit niedrigeren Raten werden die einzelnen Zahlungsverpflichtungen abgelöst. Die Ersparnis kommt dabei auf zwei Wegen zustande: Zum einen werden Kredite zu günstigeren Konditionen aufgenommen, Zinsen und Raten belasten den Schuldner daher nicht in gleichem Maße wie die alten Zahlungsverpflichtungen; zum anderen können durch eine Umschuldung mehrere ausstehende Zahlungen zu einem einzigen Kredit zusammengefasst werden. Auf diese Weise fallen nur noch eine monatliche Rate und ein einheitlicher Zinssatz an, und der Schuldner gewinnt an Übersicht.
Für eine erfolgreiche Umschuldung müssen Schuldner die Kündigungsfristen ihrer Kredite berücksichtigen. Kredite mit variabler Verzinsung können innerhalb von drei Monaten gekündigt werden; Kredite mit fester Verzinsung können sechs Monate vor dem Ende der Zinsbindung gekündigt werden, die in der Regel nach zehn Jahren erreicht ist. Wird ein bestehender Kreditvertrag vor dem Ende der Zinsfestschreibungszeit gekündigt, fällt eine Vorfälligkeitsentschädigung (VFE) an. In einigen Fällen kann sich die Umschuldung auf einen günstigeren Kredit vor dem Ende der Zinsfestschreibung dennoch lohnen, dann nämlich, wenn die zu erwartenden Zinseinsparungen höher sind als die Summe der Vorfälligkeitsentschädigung. Dafür werden die Zinssummen, die eingespart werden mit den Kosten verrechnet, die bei einer vorzeitigen Kreditablöse anfallen. Zum Beispiel belaufen sich die Zinsen bei einem Ratenkredit heute auf 3 bis 4 Prozent, vor einigen Jahren waren es noch 8 Prozent. Werden Bauspardarlehen vorzeitig zurückgezahlt, fällt keine VFE an.

### Umschuldung bei Unternehmen
Um bei Unternehmen eine kritische Verschuldung messen zu können, bedarf es der Anwendung betriebswirtschaftlicher Kennzahlen. Bei Unternehmen werden die Summe aller Verbindlichkeiten sowie der Zins- und Tilgungsdienst (Kapitaldienst) jeweils ins Verhältnis zum Cashflow gesetzt, um die Schuldentragfähigkeit zu ermitteln. Kritisch ist die Schuldensituation für Unternehmen – branchenabhängig – dann, wenn dauerhaft die Verbindlichkeiten 400 % des (operativen) Cashflow oder der Schuldendienst 50 % des Cashflow übersteigen. Anhand des letztgenannten Schuldendienstdeckungsgrads (so genannte Debt Cover Ratio, DCR) kann geprüft werden, ob der anfallende Schuldendienst durch den erzielten Cashflow bestritten werden kann oder die Kreditbedienung gefährdet ist. Werden diese Grenzen nicht nur temporär überschritten, befindet sich ein Unternehmen in der Krise. Dann ist zu untersuchen, welche Gläubigergruppe (Kreditinstitute, Lieferanten, Finanzamt oder Gesellschafter) den höchsten Schuldenanteil besitzt. Es macht meist nur Sinn, dass sich die wichtigste Gläubigergruppe zu einer Umschuldung bereit erklärt. Diese kann entweder den Weg der Änderung der bisherigen Kreditverträge oder der Novation wählen.

### Umschuldung bei Staaten
Sofern Staaten in eine Staatskrise geraten, die durch exzessive Verschuldung verursacht wurde, kommt auch eine Umschuldung der Auslandsschulden eines Staates in Betracht. Zuweilen wird hierfür auch der Begriff Restrukturierung verwendet. Hierzu gibt es Kennzahlen, die eine Staatskrise anzeigen. Die Schuldentragfähigkeit eines Staates ist gefährdet, wenn die Auslandsschulden über 150 % der jährlichen Exporterlöse oder mehr als 250 % der Staatseinnahmen ausmachen. Maßstab bilden auch die Kennzahlen, die als EU-Konvergenzkriterien bekannt sind. Hiernach darf die Staatsverschuldung nicht mehr als 60 % und die Nettoneuverschuldung nicht mehr als 3 % des Bruttoinlandsprodukts betragen (Art. 126 AEUV). Kritisch ist die Situation auch, wenn der Zins- und Tilgungsdienst 20 % bis 25 % der dauerhaft erzielbaren Exporterlöse überschreitet. Die Quote aus Schulden/Export bezieht sich auf Schulden im Zähler und Exporteinnahmen im Nenner. Wenn Exporteinnahmen keine große Wachstumsdynamik zeigen oder gar fallen und der Schuldenstand gleich bleibt, sinkt die Schuldentragfähigkeit. Das Wirtschaftswachstum einiger hochverschuldeter Staaten, insbesondere deren Exporterlöse, werden nicht ausreichen, um genügend Devisen für die Aufrechterhaltung des Schuldendienstes (Kreditzinsen und Tilgung) zu erwirtschaften. Für den Schuldendienst eines Staates stehen Zentralbankguthaben, Steuereinnahmen oder laufende Exporterlöse zur Verfügung. Reichen diese Quellen nicht mehr aus, kann es zur Zahlungsunfähigkeit kommen.
Umschuldungen auf Staatsebene werden meist von internationalen Organisationen und Institutionen wie Internationalem Währungsfonds, Weltbank oder Pariser Club koordiniert und begleitet. Diese Organisationen und die Gläubigerstaaten erlassen Bedingungen und Auflagen, die an die Umschuldungsmaßnahmen geknüpft werden, um einen wirtschaftlichen Gesundungsprozess der Schuldnerstaaten zu gewährleisten. Sind privatwirtschaftliche Unternehmen und Kreditinstitute die Gläubiger von Staatsschulden, erfolgen Verhandlungen über die Umschuldung im Londoner Club.

## Wirkungen
Ob eine Umschuldung – wie andere Sanierungsmaßnahmen auch – zur dauerhaften Gesundung des Schuldners beitragen kann, ist höchst umstritten. Die Umschuldungsmaßnahmen allein zu Gunsten von Unternehmen oder Staaten ändern jedenfalls nichts an den strukturellen Schwächen, durch die diese Umschuldungsmaßnahmen ausgelöst worden sind. Werden mithin strukturelle Mängel nicht oder nur unwesentlich beseitigt, wird bald eine neue Umschuldungsaktion erforderlich werden. Vor diesem Hintergrund steht die EZB einer Umschuldung Griechenlands sehr skeptisch gegenüber. „Ein hochverschuldetes Land muss einen Primärüberschuss erwirtschaften. Daran ändert auch eine Umschuldung nichts. Der zweite Punkt ist die Notwendigkeit, die Wachstumskräfte zu stärken. Auch dabei hilft eine Umschuldung nicht.“ Mit diesen Worten fasste das finnische EZB-Ratsmitglied Erkki Liikanen diese Problematik gegenüber der FAZ zusammen. Ursache der geringen Schuldentragfähigkeit Griechenlands ist demnach dessen kaum wettbewerbsfähige Wirtschafts- und Exportstruktur, die sich durch eine Umschuldung oder einen Schuldenerlass nicht ändern würde.
Vor einer Umschuldung ist stets zu bedenken, dass der Schuldner beim Gläubiger, insbesondere bei Kreditinstituten, unter Umständen in bestehende Kreditverträge eingreift, die mit fest vereinbarten Zins- und Tilgungsstrukturen verbunden sind. Die vorzeitige, umschuldungsbedingte Kreditkündigung kann Vorfälligkeitsentschädigung auslösen, die zu einer Erhöhung der Kreditkosten beiträgt. Die Höhe der zu leistenden Vorfälligkeitsentschädigung wirkt sich deshalb unmittelbar auf die Wirtschaftlichkeit einer Umschuldung aus.
Bei Unternehmen oder Staaten als Schuldner kann eine Umschuldungsmaßnahme Gegenstand der Collective Action Clause sein. Voraussetzung ist, dass diese Schulden in Anleihen verbrieft sind, die diese Klausel enthalten oder unter ein Gesetz fallen, das für diese Anleihen die Anwendung der Klausel vorsieht. Dann bindet die Mehrheitsentscheidung der Anleihegläubiger auch die ablehnende Minderheit.

## Auswirkungen auf den Zahlungsverzug
Umschuldung (auch eine einfache Konsolidierung von kurzfristigen in langfristige Schulden) kann bereits ein Kreditereignis (englisch „credit event“) darstellen, wenn eine entsprechende Abrede in den Kreditverträgen oder Anleihebedingungen enthalten ist. Das gilt erst recht für einen Schuldenerlass, weil der hiermit verbundene „haircut“ (prozentualer Forderungsverzicht der Gläubiger) gegen die vereinbarten Kreditbedingungen verstößt. In internationalen, aber auch Anleihebedingungen oder Kreditverträgen nach deutschem Recht, können weitere gläubigerschützende Klauseln enthalten sein. Das trifft sowohl auf Unternehmen als auch auf Staaten zu. Dazu gehören die Default-Klausel mit ihrer Unterform Cross-Default-Klausel, die Pari-passu-Klausel oder die wesentliche Verschlechterung der Vermögensverhältnisse (englisch „material adverse change-Klausel“). In ihnen können Regelungen enthalten sein, durch die dem Gläubiger das Recht eingeräumt wird, bei Umschuldungsmaßnahmen des Schuldners den Anleihe- oder Kreditbetrag sofort fällig stellen zu dürfen. Sind solche Umschuldungsmaßnahmen in einer Klausel konkret erwähnt, wird hierdurch automatisch der Verzugsfall (englisch „Default“) ausgelöst mit der Folge, dass die betroffenen Schulden zur sofortigen Rückzahlung fällig gestellt sind. Das gilt auch für Credit Default Swaps, die etwa zur Sicherung von bestimmten Unternehmens- oder Staatsanleihen von Dritten abgeschlossen wurden. Bei vorgesehenen Umschuldungsmaßnahmen sind diese eine Kündigung auslösenden „trigger“ zu bedenken, weil sie eine Kündigungswelle auslösen könnten, die das Ziel der geplanten Umschuldungsmaßnahmen gefährden würden.